# 3-Nitrodibenzofuran
3-Nitrodibenzofuran ist eine chemische Verbindung aus der Gruppe der Heterocyclen und leitet sich vom Dibenzofuran ab.

## Gewinnung und Darstellung
3-Nitrodibenzofuran wird bei der Nitrierung von Dibenzofuran mit 99%iger Salpetersäure in Dichlormethan bei −45 °C in 95%iger Ausbeute erhalten.

## Eigenschaften
Der Octanol-Wasser-Verteilungskoeffizient von 3-Nitrodibenzofuran beträgt {\textstyle \log P=2{,}971}.